# William Beardmore and Company

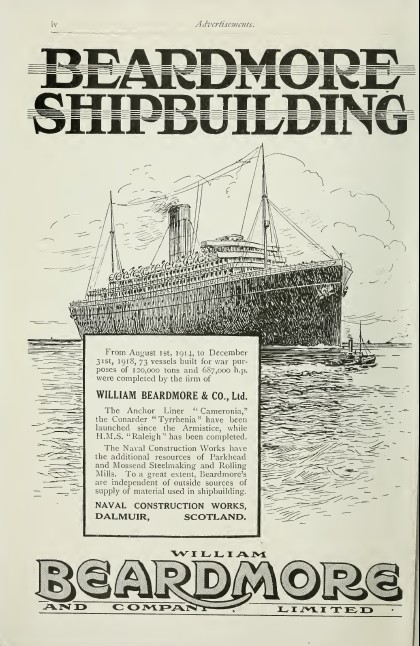
Beardmore-Anzeige von 1923

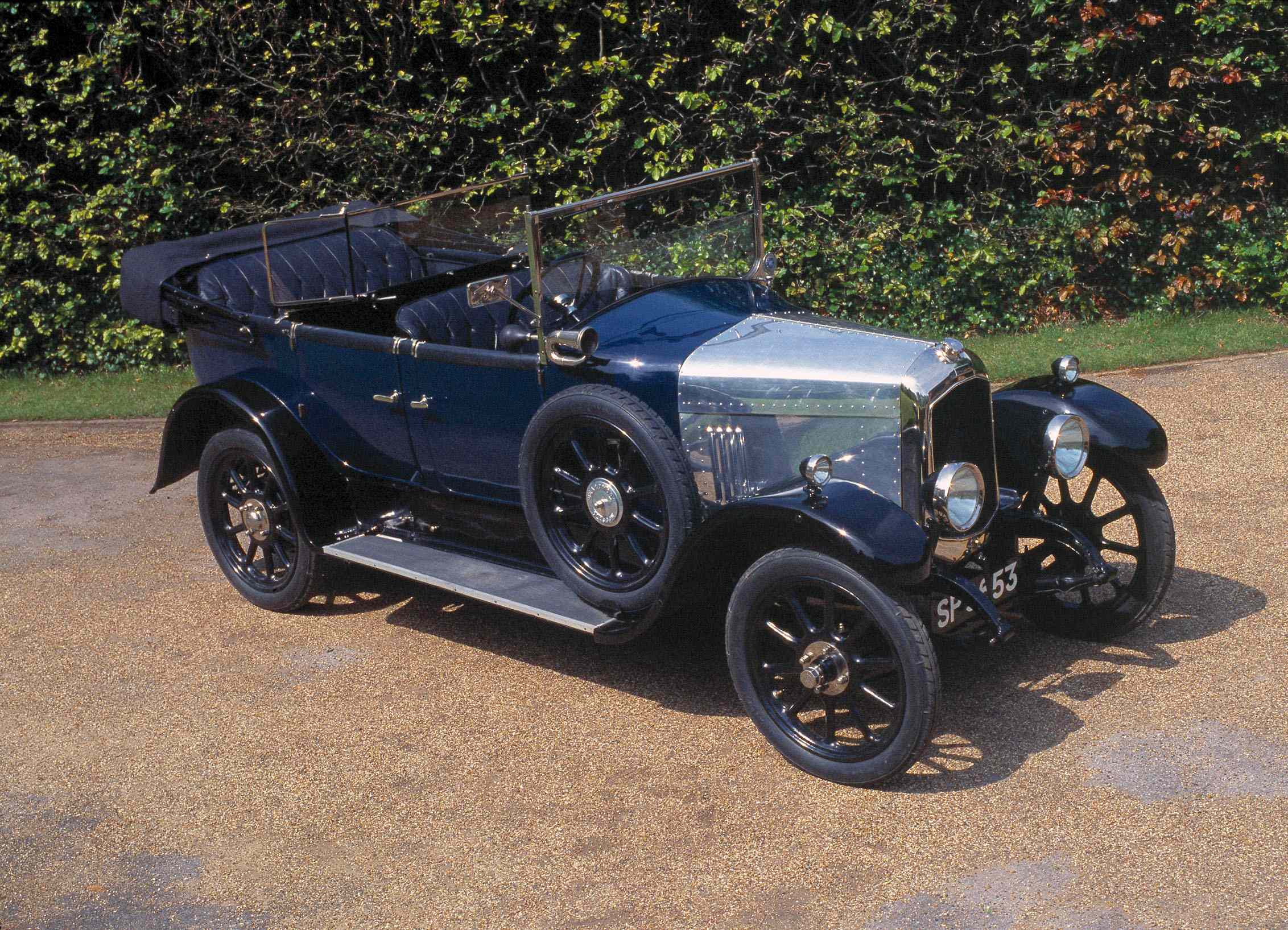
Beardmore 12/30 von 1925

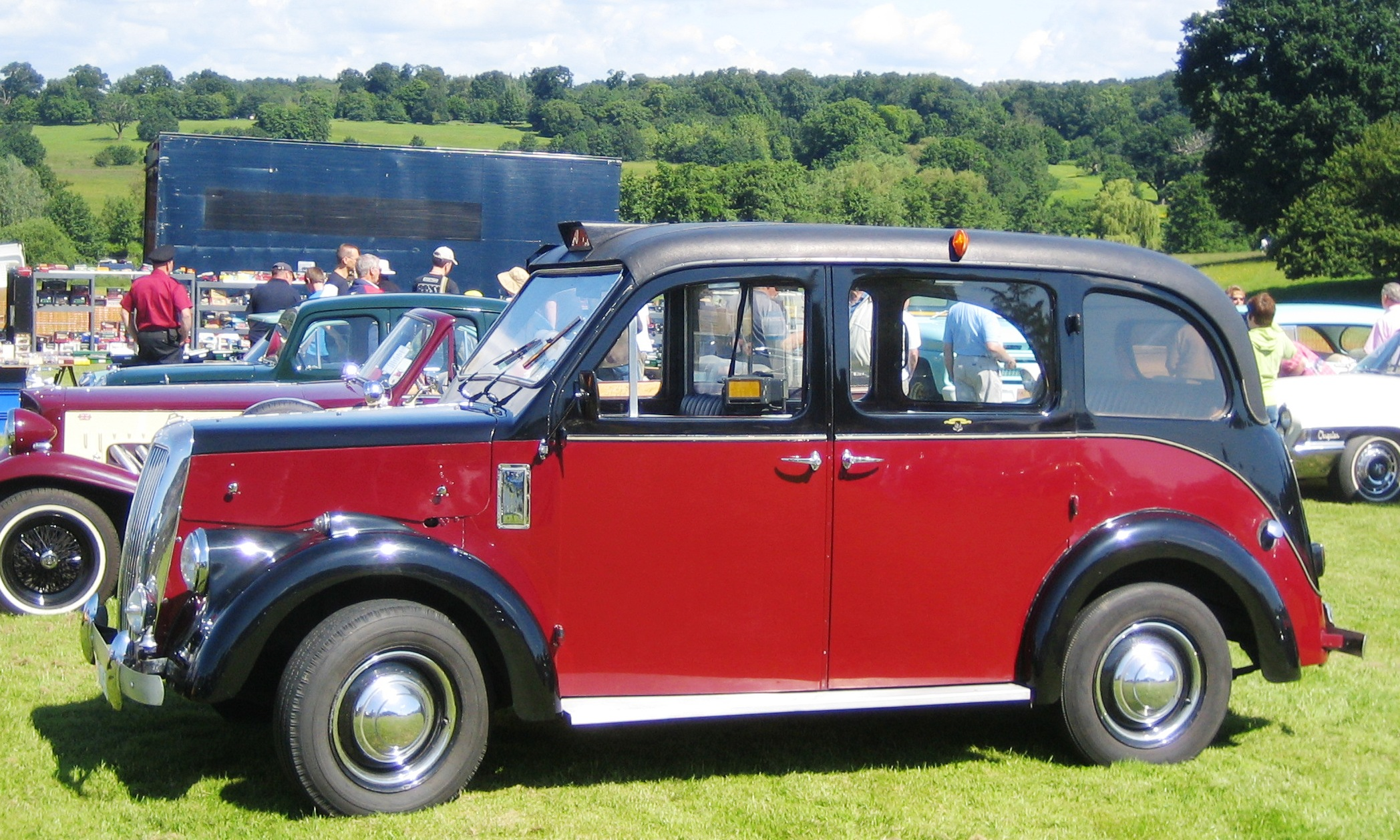
In England war Beardmore auch als Taxi-Hersteller bekannt

Die William Beardmore and Company war ein schottisches Maschinenbauunternehmen und Werft mit Sitz in Glasgow.

## Unternehmensgeschichte
Der Gründer William Beardmore errichtete zunächst in Parkhead/Glasgow einen Betrieb, der sich im Besonderen mit der Herstellung von Stahlteilen für die Schiffsindustrie befasste, die Firma William Beardmore & Co. Am Bau des Riesenrad Blackpool war das Unternehmen beteiligt und stellte die Stahlachse für das Bauwerk her. Im Jahre 1899 erwarb Beardmore die Werft Robert Napier & Sons in Govan bei Glasgow. 1905 wurde eine weitere Werft eröffnet: die Naval Construction Works in Dalmuir bei Clydebank.
Durch stetige Expansion – so erwarb Beardmore eine weitere Werft, eine Fahrzeugproduktion und ein Stahlwerk – wurde das Unternehmen zum wichtigsten Rüstungsunternehmen Großbritanniens in den Jahren vor dem Ersten Weltkrieg mit zeitweise über 40.000 Beschäftigten. Hergestellt wurden Motoren, Kriegsschiffe, Panzer und Flugzeuge.
Nach dem Ende des Ersten Weltkriegs wurde die Produktpalette umgestellt auf zivile Schiffe wie Passagierdampfer und Frachtschiffe sowie Lokomotiven und Motoren für Schiffe und Flugzeuge. Ab 1917 stellte Beardmore in Glasgow auch Automobile her und richtete ein Werk zur Herstellung von Taxis in Paisley ein, wo später auch davon abgeleitete Transporter und leichte Nutzfahrzeuge hergestellt wurden. Beide, Taxi und Transporter, verwendeten den gleichen 2,4 Liter-Vierzylindermotor mit abnehmbaren Zylinderkopf. Die Taxiproduktion war erfolgreich und wurde, mit einem kurzen Unterbruch nach dem Zweiten Weltkrieg, bis 1967 oder 1968 fortgesetzt.
1918 wurde die Mehrheit an Sentinel in Shrewsbury übernommen. Das Unternehmen entwickelte sich zu einem Marktführer für Dampflastkraftwagen und diversifizierte in den Lokomotiven- und Dampftriebwagenbau.
Von 1921 bis 1924 wurden Motorräder und Einbaumotoren der Marke Precision gebaut. Viele dieser Einbaumotoren wurden an Hersteller von Cyclecars geliefert.
Jedoch ging es wirtschaftlich bergab, und gegen Ende der 1920er-Jahre drohte der Konkurs. So wurde das ehemals große Unternehmen Stück für Stück verkauft. Die Schiffswerft Dalmuir Naval Construction Works wurde 1930 von National Shipbuilders Security übernommen, geschlossen und abgerissen.
Ein Versuch, in den Markt für schwere Nutzfahrzeuge einzudringen, wurde 1931 unternommen. Beardmore erwarb die Produktionslizenz für eine Zugmaschine von Chenard-Walcker und brachte sie als Beardmore Cobra mit 10 t Zuglast und Python mit 10 bis 15 t auf den Markt. Beide erhielten Meadows-Motoren; für den Cobra ist ein Vierzylinder mit 50 bhp nachgewiesen. Größtes Modell war der Beardmore Anaconda mit 15 t Zuglast und einem Sechszylindermotor mit 115 bhp. Bereits 1932 wurde die Sparte an Multiwheelers in Harrow verkauft, wo sie einige Zeit weiter gebaut wurden. Die Fahrzeug waren für den Zugbetrieb mit Deichsel konstruiert und vor allem der Anaconda konnte sich nicht gegen die moderneren Sattelschlepper durchsetzen.
Ein anderer Tochterbetrieb in Dalmuir versuchte sich Ende 1936 ebenfalls an Nutzfahrzeugen. Es handelt sich um Frontlenker mit hauseigenen Dieselmotoren, die in vier Versionen angeboten wurden. Kleinstes Modell war ein Zweiachser mit Vierzylindermotor, die größeren waren Sechszylinder. Es gab je einen Zwei- und einen Dreiachser mit 13 t Nutzlast und einen Vierachser mit 15 t Nutzlast. Tatsächlich wurde wohl lediglich der zweiachsige Achttonner mit einem 5,6-Liter-Vierzylindermotor gebaut, und auch dieser nur in kleiner Stückzahl. Auch Omnibusse wurden angeboten, darunter auch ein Doppeldeckerbus.
Beardmore begann 1937 mit der Stahlproduktion.
Das Stammwerk in Glasgow bestand bis 1975 und wurde dann abgerissen; an seiner Stelle befindet sich heute ein großes Einkaufszentrum.